# إدغار جورج هولت
إدغار جورج هولت (بالإنجليزية: Edgar George Holt)‏ هو صحفي أسترالي، ولد في 27 ديسمبر 1904، وتوفي في 11 أكتوبر 1988.